# Joaquim Biosca i Parés
Joaquim Biosca i Parés (1788-1834) fou un compositor de Terrassa d'entre el segle xviii i el xix. Probablement fill de Marc Biosca, els dos tenen una grafia musical, escriptura de les claus i rúbriques finals dels manuscrits molt semblants.
La Catedral-Basílica del Sant esperit de Terrassa i el Monestir de Montserrat van estar relacionades musicalment des del segle xvii, segons demostren els documents. Joaquim Biosca va fer-hi d'escolanet amb 25 músics més de Terrassa.

## Obra
Va compondre una sèrie d'Avemaries que destacaren entre el repertori de música de cambra per a veu i piano de la Catedral-Basílica del Sant Esperit de Terrassa.
- “Ave-María / á / Solo de Tenor con / acompañamiento / de / Piano ú Órgano / dedicada á mi / Padre. / Joaquin Biosca / Tarrasa 25 Abril de 1897”[2]